# محمد ذبیحی
محمد ذبیحی (زاده مهر ۱۳۳۷ در گناباد) فیلسوف، روحانی و پژوهشگر ایرانی است. وی هم‌اکنون استاد دانشگاه قم می‌باشد. او رئیس سازمان مطالعه و تدوین کتب علوم انسانی دانشگاه‌ها (سمت) بود که در ۶ آذر ۱۴۰۰ این مسئولیت را وزیر علوم تحقیقات وفناوری به دکتر داود مهدوی‌زادگان محول نمود.

## تحصیل
ذبیحی با شرکت در درس محمد فاضل لنکرانی، حسین وحید خراسانی و عبدالله جوادی آملی، علوم فقهی را فراگرفته و سپس موفق به اخذ دکترای فلسفه از دانشگاه تهران شد.

## فعالیت‌ها
ذبیحی در سال ۱۳۹۶ توسط احمد احمدی، به عنوان قائم مقام رئیس و معاون پژوهشی سازمان مطالعه و تدوین کتب علوم انسانی دانشگاه‌ها (سمت) انتخاب شد و پس از درگذشت احمدی، در خردادماه ۱۳۹۷ و با ابلاغ وزیر علوم، تحقیقات و فناوری، سرپرستی سازمان «سمت» به محمد ذبیحی واگذار شد.
ذبیحی همچنین، در زمینه فعالیت‌های نشر و رسانه نیز سوابقی همچون مسئولیت انتشارات دانشگاه قم، عضویت در هیئت تحریریه «دو فصلنامه پژوهش‌های هستی شناختی» و عضویت در هیئت تحریریه «دو فصلنامه فلسفه و کلام»، را در کارنامه خود دارد. وی همچنین سابقه مدیر مسئولی و عضویت در هیئت تحریریه «فصلنامه پژوهش‌های فلسفی-کلامی» را در کنار کسانی چون صادق لاریجانی، غلامحسین دینانی، سید مصطفی محقق داماد، احمد بهشتی و محسن جوادی، داراست.

## افتخارات
ذبیحی در سال ۱۳۸۰ به عنوان استاد و پژوهشگر نمونه دانشگاه قم برگزیده شد.

## کتاب‌ها
1. فلسفه مشاء با تأکید بر اهم آراء ابن‌سینا (این کتاب برای دانشجویان رشته فلسفه غرب در مقطع کارشناسی ارشد به عنوان منبع اصلی درس «فلسفه مشاء» به ارزش ۲ واحد تدوین شده و برای دانشجویان فلسفه اسلامی نیز قابل استفاده است)
2. حکمت عملی از نگاه سه فیلسوف مسلمان فارابی، ابن‌سینا و ملاصدرا
3. داوری‌ها، شناخت‌شناسی و نظام نوری در فلسفه اشراق
4. المبداء و المعاد ملاصدرا[۵]